# Justinus Kerner
Justinus Andreas Christian Kerner (Ludwigsburg, 18 de Setembro de 1786 - Weinsberg, 21 de Fevereiro de 1862) foi um médico, escritor e poeta alemão.

## Primeiros anos
Kerner era o mais moço dos cinco filhos do Bailio superior da cidade. O pai morrera, sem deixar herança, em 1799, e a mãe colocou inicialmente em uma marcenaria e mais tarde em uma confeitaria querendo que o filho seguisse a profissão, até que o Pastor Konz, poeta, amigo da família viu os primeiros versos de Justinus e o encaminhasse a Universidade de Tübingen..

## Na Idade Adulta

### Universidade de Tübingen
Isso ocorreu em 1804 quando Justinus contava com 18 anos de idade, naquele dia Justinus partiu a pé com um saco de roupas nas costas. Chegara a noite e com cansaço extremo desfaleceu adormecendo-se num banco
| “ | Quando macordou, os choupos vergavam por violento furacão e o vento lhe traz, através das janelas do Hospital dos Pobres, uma folha de papel:era uma receita assinada pelo Dr. Uhland, médico chefe do Balio. O jovem viu nisso um aviso da Providência e, com a resolução de formar-se em medicina, entrou-se na Universidade. | ” |

Foi amigo Intimo do Dr. Johann Uhland e de outros estudantes como Gustav Benjamin Schwab e Karl August Varnhagen von Ense os quais se destacaram como poetas.

### Profissionalmente
Após o termino de seus estudos sitiou-se na pequena cidade de Welheim desenvolvendo seu reconhecimento como médico e mais além como poeta consciencioso e facultativo.
Em 1816 e investido como médico-chefe no distrito de Gaildorff e no ano de 1819, em Weinsberg.

## Magnetismo animal

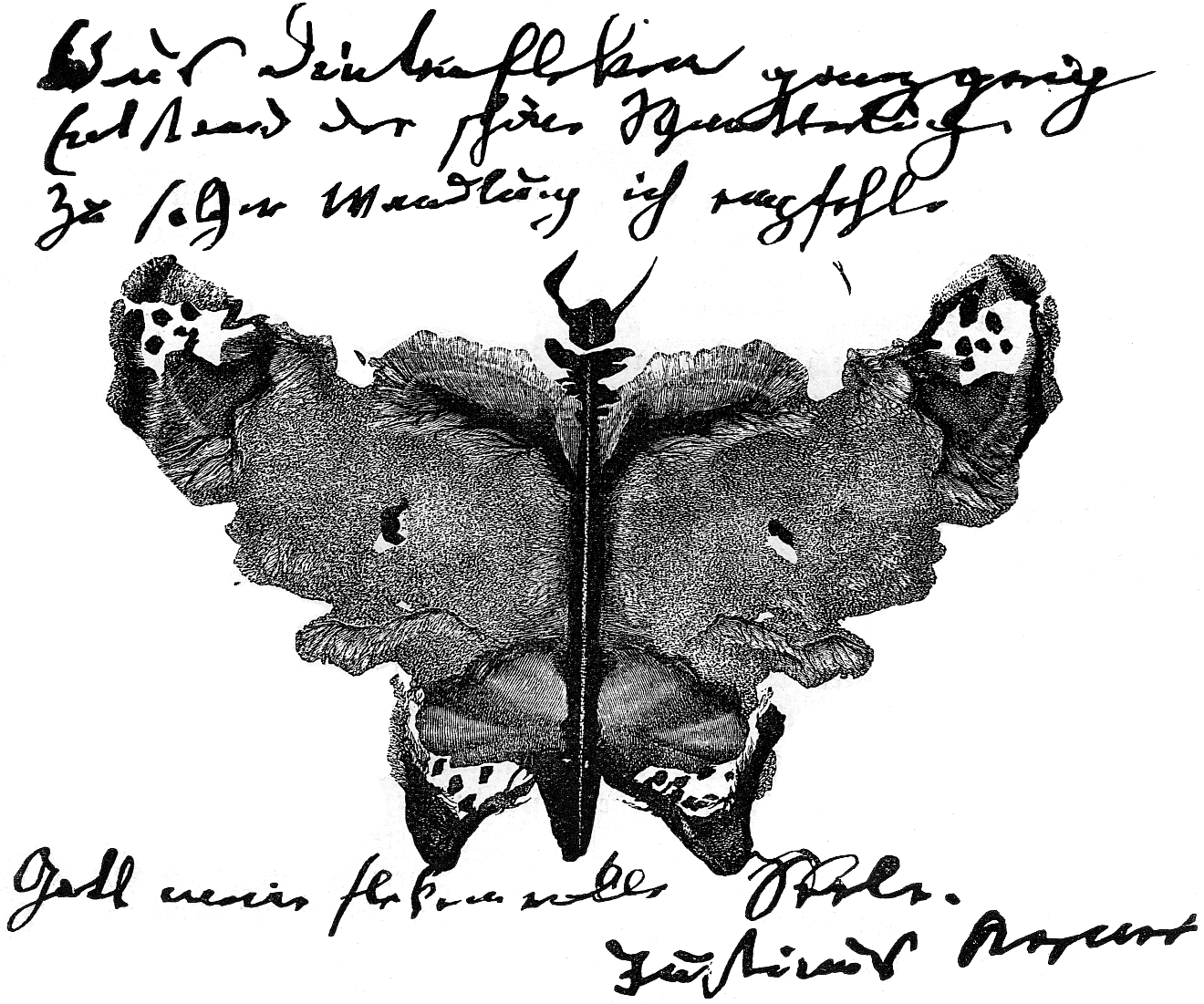
Autógrafo com a chamada 'Klecksographia'.

Estudioso do magnetismo animal, no ano de 1825 teve a oportunidade de estudar os fenômenos magnéticos e mediúnicos através do sonambulismo de Frederica Hauffe, uma paciente que acolheu em sua própria residência durante quatro anos. Do qual publicou em 1830 o resultado destas suas observações na obra "Die Seherin von Prevorst, Eröffnungen über das innere Leben des Menschen und über das Hineinragen einer Geisterwelt in die unsere" ("A Vidente de Prevorst", editada no Brasil pela Editora Espírita O Clarim).

## O poeta
| “ | Sua primeira coleção de poesias que datam de 1817, foi publicada em Carlsruhe com o título de Poesias Românticas. Nelas se nota o bom senso e a clareza, assim no pensamento como na expressão. | ” |

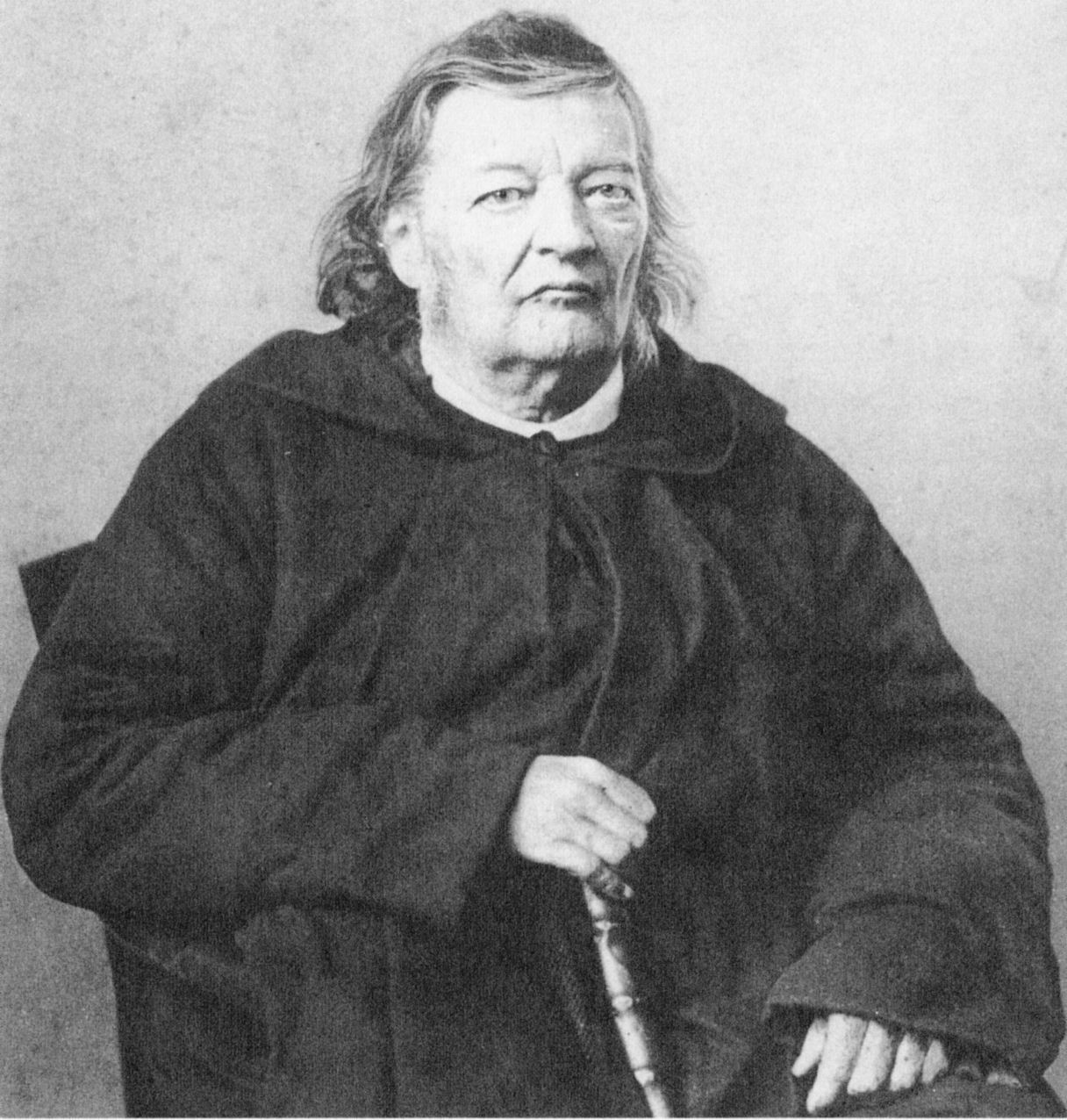
Justinus Kerner.

desta forma se distinguiu a escola de Suábia onde ele com seu amigo Johann Uhland são seus mais ilustres representantes.

## Casamento
Kerner casou-se em 1813 com uma jovem de nome Frederica Ehman da cidade de Tübingen de quem ficara noivo no período da Faculdade de medicina. O começo da vida do casal foi modesta, só tendo um albergue para se alugar em Welheim, com dois cômodos e a cozinha. e onde seu quarto era cedido como salão de dança nos dias de feira.
| “ | Quando o médico chegou a Weinsberg a colina se achava em estado selvagem. Ele comprou um terreno, transformou-o parque e aí construiu uma casa de que ele a a consorte faziam as honras com tal simplicidade que, muitas vezes, soldados e bufarinheiros, de passagem ali entravam ingenuamente, supondo tratar-se de um albergue. | ” |

Nesse parque, numa pedra talhada, Kerner colocou uma inscrição dedicada à esposa que relatava:
| “ | Não amparei minha mulher: ela me amparou; e eu era um fardo mais pesado do que se poderia supor | ” |

### Sua Naturalidade

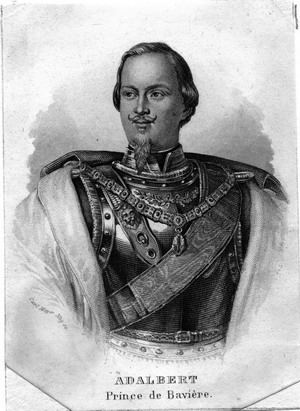
Adalberto da Baviera

Sua Naturalidade é colocada em prova neste mesmo espaço, onde se recebia admiradores do poeta, clientes e amigos do médico, no lugar em que certa feita um simples vendedor de luvas de Tyrol, que ali parava todos os anos, foi apresentado à Adalberto Guilherme da Baviera como velho amigo e ao qual foi solicitado um assento da mesa onde estava o príncipe para que ali se sentasse com eles.

### Ultimos dias
Kerner morre na cidade de Weinsberg no dia 21 de Fevereiro de 1862.

## MedalhaJustinus Kerner
A Associação Médica de Serviço de Saúde Pública de Baden-Württemberg dá a Medalha Justinus Kerner desde o ano de 1979. Que é atribuída a indivíduos que foram destacados pelo atendimento através do serviço público de saúde.
Entre os vencedores anteriores são:
- 1979: Ernst Eschen, Serviço de Saúde Pública de Heidelberg e Hanns Hufnagel, Gabinete de Saúde Pública Stuttgart.

- 1980: Karl Breu, Saúde Pública Gabinete Ludwigsburg,
- 1981: Wolf Dietrich Graff, da Saúde Pública Gabinete Lörrach e Erik Hansen, Bruchsal
- 1982: Franz Braun, Office of Tübingen Saúde Pública, Dentista Juventude
- 1983 Bertha Bausch, Saúde Pública Gabinete Ludwigsburg e Hellmuth Aldinger, Saúde Pública Gabinete Ulm
- 1984: Werner Bauer, Office of Tübingen Saúde Pública
- 1985: Christian Göttsching Saúde Escritório Freiburg
- 1986: Anne Marie Griesinger, Ministra dos Assuntos Sociais do Serviço de Saúde Pública em Stuttgart.
- 1987: Walter, Presidente do escritório do Estado de Saúde,  Baden-Württemberg (anteriormente MLUA), Stuttgart.

- 1992: Hans Stöckle, diretor do departamento do Conselho Regional de Stuttgart.
- 1998: Sacre Clara, Escritório de Saúde do Estado de Baden-Württemberg, Stuttgart.

- 2003: Wiland Weik, Governo de Freiburg
- 2011: Monika Stolz, secretária dos Assuntos Sociais Baden-Wuerttemberg e Thomas Haider, secretário, dos Assuntos Sociais, Baden-Württemberg

- 2012: Peter-Joachim Oertel, Oficial de Saúde Pública da cidade de Tübingen

- 2013: Thomas Reumann, administrador do distrito de Reutlingen

## Obra
Foi o primeiro a fazer uma descrição detalhada do botulismo, sendo ainda o precursor das aplicações terapêuticas da toxina botulínica, experimentando em diversos animais, e em si próprio, os seus efeitos.
A sua residência em Weinsberg, no Sudoeste da Alemanha, é actualmente um museu em sua homenagem.
Destacou-se como poeta, tento formado com Johann Uhland, Schwab e Mörike, a chamada "escola Suaba". Publicou cinco coleções de poesia entre 1826 e 1854, e, em prosa, a obra "Silhuetas de Viagem" (1811), "Livro Ilustrado da Minha Adolescência" (1849), além do citado "A Vidente de Prevorst" (1829).